# Passaic (Missouri)
Passaic è un villaggio degli Stati Uniti d'America della contea di Bates nello Stato del Missouri. La popolazione era di 34 persone al censimento del 2010.

## Geografia fisica
Passaic è situata a 38°19′18″N 94°20′53″W (38.321573, -94.348112).
Secondo lo United States Census Bureau, ha un'area totale di 0,07 miglia quadrate (0,18 km²).

## Storia
Passaic venne fondata nel 1891. Deve il suo nome alla città di Passaic nel New Jersey. Un ufficio postale chiamato Passaic era in funzione dal 1889.

## Società

### Evoluzione demografica
Secondo il censimento del 2010, c'erano 34 persone.

### Etnie e minoranze straniere
Secondo il censimento del 2010, la composizione etnica della città era formata dal 100,0% di bianchi. Ispanici o latinos di qualunque razza erano il 2,9% della popolazione.